# James Ward (tennista)
James Ward (Londra, 9 febbraio 1987) è un ex tennista britannico.
Giocatore destrimane, è diventato professionista nel 2006; è allenato da Toni Colom, mentre il suo preparatore fisico è Diego Visotzky. A fine 2021 ha annunciato il suo ritiro.
Il suo esordio nel circuito  maggiore avviene nel 2007, quando perde al primo turno a Valencia, mentre la sua prima vittoria arriva solo nel 2009 a Eastbourne. Nello stesso anno Ward vince il challenger di Sarasota sulla terra rossa, diventando il primo giocatore britannico a vincere un torneo professionistico su questa superficie dal 1995. Nel 2011 giunge fino alla semifinale all'Queen's Club Championships 2011 come Andy Murray: era dal 1999 che due giocatori britannici non raggiungevano le semifinali nello stesso torneo.
Nel 2015 ha vinto la Coppa Davis con la nazionale britannica.

## Carriera

### 2004 - 2006: I primi tornei
Tra il 2004 e il 2006 Ward gioca esclusivamente tornei Futures in Spagna, senza ottenere grandi risultati. Nei primi due anni gioca solo 5 tornei, vincendo due partite, contro Gabriel Trujillo Soler e Antonio Márquez. Nel 2006 arriva qualche risultato migliore, infatti dopo un inizio anno non esaltante, ottiene un quarto di finale a settembre e una semifinale a ottobre, dove perde in tre set da Óscar Burrieza.

### 2007
In quest'annata Ward gioca con più frequenza sul circuito maggiore; dopo aver ottenuto un quarto di finale a gennaio in un future spagnolo, gioca la sua prima partita ATP a Valencia, dove perde in un match durato 2:28 contro Augustin Gensse. Tra aprile e maggio si susseguono tre semifinali future, due in Spagna e una in Grecia, ma in nessuna delle tre occasioni riesce a strappare un set ai rispettivi avversari. Ward tenta poi le qualificazioni ai tornei del Queen's e a Wimbledon, ma ottiene una sola vittoria (contro Daniel Evans) non riuscendo quindi a qualificarsi. Il britannico gioca poi al challenger di Manchester, perdendo al primo turno, prima di ottenere l'ennesima semifinale future ad agosto in Spagna. Nel mese di settembre Ward si sposta nel sud-est asiatico, partecipando a tre tornei future indonesiani, ottenendo dei buoni risultati: un quarto di finale e altre due semifinali. Fino a fine anno Ward otterrà altri due quarti di finale, ma perdendoli entrambi nettamente da Manuel Jorquera e Harel Levy.

### 2008
Nei primi mesi del 2008 Ward gioca ancora sul circuito Future, e dopo un inizio non esaltante in Spagna si sposta nelle Americhe conquistando due semifinali in Messico e a Cuba, con sconfitte in entrambi i casi in tre set. Tornato in Europa a fine febbraio, dopo due secondi turni riesce a conquistare un'altra semifinale future in Spagna, battendo tra gli altri Grigor Dimitrov in due set. Tra aprile e maggio raggiunge tra quarti di finale consecutivi, due dei quali in Gran Bretagna, ma continua a fallire l'appuntamento con la sua prima finale future in carriera. Il britannico conquista un'importante qualificazione al Queen's, per poi perdere al primo turno dello stesso torneo in un equilibrato match contro Marat Safin. Si trova nel tabellone principale anche a Nottingham, dove perde ancora al primo turno dal connazionale Alex Bogdanović. Ward decide poi di dedicarsi al circuito Challenger, fallendo prima la qualificazione a Cordova, ma ottenendola a Ramat Hasharon, dove riuscirà pure a passare il primo turno del tabellone principale. Arriva poi a luglio la sua prima vittoria in un torneo future spagnolo, su terra rossa. Tra agosto e settembre si alternano poi altre partecipazioni a tornei future, con la conquista di due semifinali e una finale, persa sul territorio spagnolo da Roberto Bautista Agut. Dopo aver perso al primo turno delle qualificazioni di Stoccolma, gioca due future in Francia, vincendo il secondo in finale su Guillermo Alcaide. Arriva poi un quarto di finale al Challenger di Rimouski, prima di un'altra finale a livello future, persa, negli Emirati Arabi Uniti.

### 2009
Ad inizio anno Ward tenta le qualificazioni senza successo agli Australian Open, prima di ottenere due quarti di finale in Germania, sempre a livello Future. Il britannico inizia poi a giocare alcuni tornei Challenger: riesce a passare un turno a San Luis Potosí in aprile, perdendo da Horacio Zeballos, prima di raggiungere i quarti di finale partendo dalle qualificazioni a Pereira sempre in aprile, battendo tra gli altri Caio Zampieri al primo turno. Ritroviamo poi Ward sulla terra rossa statunitense, dove passa un turno a Savannah, prima di giocare il Challenger di Sarasota. Qui James partendo dalle qualificazioni riesce a vincere il torneo, battendo giocatori di ottimo livello, tra i quali Vincent Spadea e Carsten Ball in finale 7–6(4), 4-6, 6-3. In giugno il britannico si sposta a giocare sull'erba inglese, dove ottiene la sua prima vittoria ATP a Eastbourne contro Victor Crivoi, ma questa resterà anche l'unica nei quattro tornei su erba giocati a giugno (perde tra gli altri da Fernando Verdasco a Wimbledon). La serie negativa di risultati si sussegue anche a luglio e agosto, dove trova una sola vittoria in tornei Challenger, a Campos do Jordão contro Bruno Echaragay. Solo a fine agosto sembra che Ward abbia una ripresa, infatti raggiunge i quarti di finale a Freudenstadt, dove perde da Daniel Brands. Uscito sconfitto al primo turno delle qualificazioni agli US Open, giocherà fino a fine anno solo a Siviglia, dove perde al secondo turno da Simone Vagnozzi.

### 2010
Dopo essersi qualificato nel primo torneo dell'anno a Chennai, fallisce le qualificazioni nei successivi tornei dell'Australian Open e di Zagabria. Da notare che nelle qualificazioni di questi tre tornei è riuscito a battere per ben due volte il turco Marsel İlhan. Arriva poi nel mese di marzo l'esordio per Ward nella Coppa Davis contro la Lituania: James gioca due singolari, vincendone uno e perdendo l'altro. Dopo due sconfitte in altrettanti tornei a marzo, l'inglese si sposta sul suolo statunitense, dove fallisce due qualificazioni ed invece passa un turno a Baton Rouge, torneo della categoria Challenger. Dopo un quarto di finale a Manta, battendo anche Rajeev Ram al primo turno, non riesce più ad ottenere risultati esaltanti: vince due partite a livello Challenger e fallisce la qualificazioni al Roland Garros. Il suo ranking ne risente, infatti perde più di 100 posizioni, però è bravo a reagire e raggiunge degli importantissimi quarti di finale a Eastbourne, prima della vittoria a livello Future a Manchester, senza perdere un set nell'intero torneo. Vediamo poi Ward ancora protagonista della Coppa Davis, nei play-off contro la Turchia per passare al primo turno della seconda fascia euro-africana della Coppa Davis. James è molto bravo a vincere entrambi i singolari che gioca, uno dei quali contro Marsel İlhan. L'inglese si sposta poi a giocare sul cemento americano perdendo al primo turno nell'ATP di Atlanta e raggiungendo i quarti di finale nel Challenger di Vancouver. Senza poi ottenere altri grandi risultati, Ward ritorna in Europa, dove vince il Future spagnolo di Santander e raggiunge i quarti di finale nel Challenger di Siviglia. A settembre poi gioca tre tornei in tre settimane a Bangkok, dei quali due sono Challenger è uno è ATP. Nei due Challenger ottiene un quarto di finale e un secondo turno, in questo caso partendo dalle qualificazioni, mentre nel Thailand Open perde al primo turno delle qualificazioni. Delle sei vittorie in questi tre tornei, tre però sono per ritiro dell'avversario, anche se due ritiri sono avvenuti a partita quasi decisa. Tra ottobre e novembre ottiene due semifinali, una a livello Future e una a livello Challenger, a Loughborough, battendo in questo torneo tra gli altri Michael Lammer e Andreas Haider-Maurer. Nel suo ultimo torneo dell'anno perde a Bratislava al primo turno contro Miloslav Mečíř Junior.

### 2011
Il 2011 per Ward inizia non molto positivamente, infatti perde quattro volte in altrettante partite giocate, tra le quali spicca quella al primo turno di Sydney persa contro Florian Mayer 5-7, 0-6. L'inglese riesce poi a trovare un buon quarto di finale a Burnie, ma poi però si alternano sei sconfitte consecutive in 5 Challenger e un Future, due su terra, due su cemento outdoor e due su cemento indoor. Tra queste sconfitte bisogna però ricordare i due successi ottenuti in Coppa Davis contro la Tunisia ad inizio marzo, valevoli per il primo turno del secondo gruppo della zona euro-africana. Nei tornei Challenger invece Ward ritrova la vittoria solo a Sarasota contro Wayne Odesnik a metà aprile, e questa vittoria verrà seguita da un'altra la settimana successiva a Savannah contro Conor Niland. Dopo aver tentato le qualificazioni senza successo al Roland Garros e ad Alessandria, riesce a qualificarsi invece a Nottingham, superando poi anche un turno nel tabellone principale dove verrà sconfitto al secondo turno da Dmitrij Tursunov. Ward ottiene poi una wild-card per il torneo del Queen's, dove otterrà il risultato più importante della sua carriera. Dopo aver battuto Daniel Cox al primo turno, compie un'impresa superando al secondo turno lo svizzero Stan Wawrinka in due set. Batte poi ancora in rimonta Sam Querrey per 3-6, 6-3, 6-4, in una partita sospesa per oscurità sul punteggio di un set pari. Nella stessa giornata è poi costretto a giocare i quarti di finale contro Adrian Mannarino: dopo aver fallito ben sei palle match nel tie-break del secondo set, Ward regge molto bene mentalmente la pressione e si aggiudica il match al terzo set, con il punteggio di 6-2, 6(14)–7, 6-4. Solo Jo-Wilfried Tsonga in semifinale riesce a porre fine al grande torneo del britannico, battendolo in un match equilibrato per 3-6, 6(7)–7. La settimana dopo, al torneo di Eastbourne, viene sconfitto dal futuro finalista Janko Tipsarević in tre set. Ward gioca ancora sull'erba a Wimbledon, ma perde anche qui al primo turno contro Michaël Llodra in tre set, non sfruttando buone occasioni per portare a casa il secondo.

## Statistiche

### Tornei minori

#### Singolare

##### Vittorie (9)
| Legenda         |
| Challengers (4) |
| Futures (5)     |

| N. | Data            | Torneo                          | Superficie  | Avversario in finale     | Punteggio        |
| 1. | 21 luglio 2008  | Dénia                           | Terra rossa | Pablo Martín Adalia      | 7–6(1), 7–6(4)   |
| 2. | 20 ottobre 2008 | Rodez                           | Cemento     | Guillermo Alcaide        | 6-4, 6-3         |
| 3. | 11 maggio 2009  | Sarasota Open, Sarasota         | Terra verde | Carsten Ball             | 7–6(4), 4-6, 6-3 |
| 4. | 28 giugno 2010  | Manchester                      | Erba        | Jamie Baker              | 6-2, 7–6(1)      |
| 5. | 30 agosto 2010  | Santander                       | Terra rossa | Guillermo Olaso          | 7-5, 6-4         |
| 6. | 7 agosto 2011   | Vancouver Open, Vancouver       | Cemento     | Robby Ginepri            | 7–5, 6–4         |
| 7. | 22 aprile 2012  | Kaohsiung                       | Cemento     | Hiroki Moriya            | 7–5, 7–6(3)      |
| 8. | 28 luglio 2013  | Lexington Challenger, Lexington | Cemento     | James Duckworth          | 4–6, 6–3, 6–4    |
| 9. | 25 ottobre 2015 | Bangalore Challenger, Bangalore | Cemento     | Adrián Menéndez Maceiras | 6–2, 7–5         |

##### Finali perse (10)
| Legenda         |
| Challengers (8) |
| Futures (2)     |

| N.  | Data              | Torneo                                           | Superficie  | Avversario in finale  | Punteggio     |
| 1.  | 22 settembre 2008 | Martos                                           | Cemento     | Roberto Bautista Agut | 6-3, 3-6, 2-6 |
| 2.  | 24 novembre 2008  | Dubai                                            | Cemento     | Filip Prpic           | 6(5)–7, 1-6   |
| 3.  | 24 luglio 2011    | Lexington Challenger, Lexington                  | Cemento     | Wayne Odesnik         | 5–7, 4–6      |
| 4.  | 10 febbraio 2013  | Charles Sturt Adelaide International, Adelaide   | Cemento     | Matthew Barton        | 2–6, 3–6      |
| 5.  | 5 maggio 2013     | ATP China International Tennis Challenge, Anning | Terra rossa | Márton Fucsovics      | 5–7, 6–3, 3–6 |
| 6.  | 27 luglio 2014    | Lexington Challenger, Lexington                  | Cemento     | James Duckworth       | 3–6, 4–6      |
| 7.  | 9 novembre 2014   | Traralgon Challenger, Traralgon                  | Cemento     | John Millman          | 4–6, 1–6      |
| 8.  | 27 maggio 2018    | Loughborough Trophy, Loughborough                | Cemento (i) | Hiroki Moriya         | 2–6, 5–7      |
| 9.  | 12 agosto 2018    | Jinan International Open, Jinan                  | Cemento     | Alexei Popyrin        | 6–3, 1–6, 5–7 |
| 10. | 26 gennaio 2020   | Open de Rennes, Rennes                           | Cemento (i) | Arthur Rinderknech    | 5–7, 4–6      |

#### Doppio

##### Vittorie (3)
| Legenda         |
| Challengers (2) |
| Futures (1)     |

| N. | Data            | Torneo                            | Superficie    | Compagno       | Avversari in finale            | Punteggio        |
| 1. | 4 agosto 2008   | New Delhi Challenger, Nuova Delhi | Cemento       | Joshua Goodall | Tasuku Iwami Hiroki Kondo      | 6–4, 6–1         |
| 2. | 26 gennaio 2009 | Mettmann                          | Sintetico (i) | Joshua Goodall | Nikolai Fidirko Neil Pauffley  | 4–6, 6–0, [10–4] |
| 3. | 3 maggio 2010   | Savannah Challenger, Savannah     | Terra verde   | Jamie Baker    | Bobby Reynolds Fritz Wolmarans | 6–3, 6–4         |

##### Finali perse (3)
| Legenda         |
| Challengers (2) |
| Futures (1)     |

| N. | Data           | Torneo                                     | Superficie | Compagno       | Avversari in finale                   | Punteggio |
| 1. | 11 giugno 2006 | Tenerife                                   | Sintetico  | Tony Holzinger | Jean-François Bachelot Nicolas Tourte | 4–6, 3–6  |
| 2. | 17 aprile 2011 | Tallahassee Tennis Challenger, Tallahassee | Cemento    | Gō Soeda       | Vasek Pospisil Bobby Reynolds         | 2–6, 4–6  |
| 3. | 24 luglio 2011 | Lexington Challenger, Lexington            | Cemento    | Michael Yani   | Jordan Kerr David Martin              | 3–6, 4–6  |